# Aleksandr Kondratjew
Aleksandr Aleksiejewicz Kondratjew, ros. Александр Алексеевич Кондратьев (ur. 11 maja 1876 r. w Sankt Petersburgu, zm. 26 maja 1967 r. w Nyack koło Nowego Jorku) – rosyjski urzędnik państwowy, emigracyjny poeta, pisarz, publicysta, tłumacz literacki.

## Życiorys
W 1897 r. ukończył gimnazjum, zaś w 1902 r. prawo na uniwersytecie w Sankt Petersburgu. Otrzymał pracę w ministerstwie oświecenia publicznego. Następnie pracował w Radzie Państwa. Na początku lat 90. XIX wieku rozpoczął karierę literacką. Do końca 1917 r. napisał 8 książek, w tym powieść „Satiressa”, a także zbiór wierszy. Jednocześnie publikował liczne opowiadania, wiersze i artykuły w takich czasopismach literackich, jak „Wiesy”, „Apołłon”, „Russkaja mysl”, „Pieriewał”, „Satirikon”, „Ogoniok”, „Łukomorje” oraz almanachach „Grif” i „Biełyje noczi”. Zajmował się ponadto tłumaczeniami literackimi.
Na początku 1918 r. udał się na Krym. W 1920 r. wyemigrował do Polski. Zamieszkał w majątku ziemskim żony w Dorohobużu koło Równego, gdzie kontynuował działalność literacką. Pisał kolejne artykuły w pismach emigracyjnych w Polsce, Niemczech, Finlandii, Łotwy, Estonii i  Francji. W 1930 r. w Berlinie wydał opowiadanie demonologiczne pt. „Na bieriegah Jaryni”. W 1936 r. opublikował zbiór sonetów pt. „Sławianskije bogi. Stichotworienija na mifołogiczeskije listy”, zaś w 1937 r. wiersze pt. „Wiertograd niebiesnyj”. Od połowy lat 30. wchodził w skład warszawskiej grupy poetyckiej „Święta Lira”. Po zajęciu wschodniej części Polski przez Armię Czerwoną jesienią 1939 r., przedostał się do Wiednia. Ostatecznie zamieszkał w Szwajcarii. W 1957 r. wyjechał do USA, gdzie mieszkał do śmierci w 1967 r.